# Голгор
Голгор (англ. Golgor, Gol-goroth, Golgoroth, The Forgotten Old One, God of the Black Stone, Golgoroð) — один из богов тьмы ктулхианской мифологии, которого создал для своих рассказов Роберт Говард. Варианты его имени — Голгорот, Гол-горот, Бог Чёрного камня, Забытый Старший.

## Описание
Впервые Голгор упоминается в рассказе Роберта Говарда «Луна черепов», повествующей о скитаниях Соломона Кейна приведших его к таинственному культу, который был основан в незапамятные времена атлантами-переселенцами. Повстречавшийся Кейну в катакомбах потомок атлантов рассказывает ему о днях величия и падения Атлантиды. О том как и после катаклизма мрачная религия атлантов процветала уже в джунглях Африки, в колонии Негари, которая в Хайборийскую эру носила название Атлайа. По словам неназванного жреца, Голгор являлся главой атлантского пантеона богов. По-видимому во времена Кулла культа Голгора ещё не существовало. Культ Голгора чрезвычайно кровожаден, ему обильно приносились человеческие жертвоприношения. В Негари за тысячу лет до пришествия Кейна, власть сменилась из-за предательства Накуры, одного из жрецов-атлантов. Так власть в стране захватили рабы-негры, а атланты постепенно начали вырождаться. Кровавый культ был уничтожен Соломоном Кейном, последний из жрецов Голгора умер у него на руках.
В рассказе «Боги Бэл-Согота» другой персонаж Говарда Турлоф Дабх О’Брайан попадает на таинственный остров Бэл-Сагот. В этом рассказе Говард называет божество Гол-горотом, образ которого связан с птицей Горт-гол-ка (по описанию похож на фороракос).
В рассказе «Дети ночи» Гол-горот только упоминается одним из персонажей. Примечательно, что все три рассказа где фигурирует культ Голгорота написаны в промежутке 1930—1931 годов.
Межавторский рассказ «Чёрные вехи» Роберта Говарда и Роберта Прайса повествует о культе Гол-Горота во времена заката Хайборийской эры. В своём собственном рассказе «Ghouls tale» Роберт Прайс повествует о том, что Голгору поклонялись в Ахероне, наряду с Сетом-Тифоном. Прайс высказывал предположение, что имя Голгорот происходит от Голгофы. Вместе с тем он высказывал мнение, что в рассказах Говарда «Люди тьмы», «Пламень Ашшурбанипала», «Тварь на крыше» и «Чёрный камень» тоже подразумевался Голгорот, хоть ни разу не упомянут напрямую.
Рассказ Лина Картера «Рыболовы из Ниоткуда» продолжает концепцию Говарда об африканском культе Голгорота, которому поклоняются уже в Зимбабве как богу-птице изображённому в виде однокрылой, одноногой и одноглазой птицы. Жрецы Голгорота одеты в одежды, украшенные перьями (так же, как и в «Богах Бал-Сагота»), и птичьи маски. Голгороту, согласно рассказу, служат ещё и шантаки. В этом же рассказе говорится, что безумный араб Абдул Альхазред, в своём творении упоминает о Голгороте. Также некоторые изображают Голгорота в виде жабы.

### Роберт Говард
- Луна черепов, 1930 год — первое упоминание о культе Голгора
- Боги Бэл-Сагота, 1931 год — Говард рассказывает об острове Бал-Сагот, где ещё поклоняются Голгороту.
- Дети ночи, 1931 год.

### Роберт Прайс
- Чёрные вехи, 1985 год — дописанное произведение Роберта Говарда, условно причисленное к циклу о Джеймсе Эллисоне[4]
- История гулей, 2011 год

### Лин Картер
- The Descent into the Abyss, 1980 год[5]
- Рыболовы из Ниоткуда (The Fishers from Outside) рассказ, 1988 год

## Появления в популярной культуре
- Голгорот — древний демон упоминаемый в игре Diablo 3
- Bal-Sagoth — название острова, на котором поклонялись Голгору, стало названием английской блэк-метал группы
- Гро-горот — древний бог смерти и разрушения, упоминаемый в игре Fear and Hunger